# Harrison Reed
Harrison James Reed (Worthing, 27 januari 1995) is een Engels voetballer die als centrale middenvelder speelt. Hij debuteerde in 2013 in het betaald voetbal in het shirt van Southampton, waar hij in december 2016 zijn contract verlengde tot medio 2021.

## Clubcarrière
Reed komt uit de jeugdcademie van Southampton. Hij debuteerde voor Southampton op 27 augustus 2013 in de tweede ronde van de League Cup tegen Barnsley. Hij viel na 81 minuten in voor Jay Rodriguez. Southampton won de wedstrijd met 5-1 en bekerde verder. Op 24 september 2013 mocht hij opnieuw invallen in de volgende ronde van de League Cup tegen Bristol City.
1 McCarthy ·
2 Walker-Peters ·
3 Manning ·
4 Downes ·
5 Stephens ·
6 Harwood-Bellis ·
7 Aribo ·
8 Smallbone ·
9 Armstrong ·
10 Lallana ·
11 Stewart ·
12 Edwards ·
13 Lumley ·
14 Bree ·
15 Wood ·
16 Sugawara ·
17 Brereton Díaz ·
18 Fernandes ·
19 Archer ·
20 Sulemana ·
21 Taylor ·
22 Alcaraz ·
23 Edozie ·
24 Charles ·
26 Ugochukwu ·
27 Amo-Ameyaw ·
28 Larios ·
31 Bazunu ·
32 Onuachu ·
33 Dibling ·
35 Bednarek ·
37 Bella-Kotchap ·
Coach: Martin